# Pegasus Continental Cycling Team
El Pegasus Continental Cycling Team (codi UCI: PCT) és un equip ciclista professional indonesi, de categoria Continental. Competeix principalment a les curses de l'UCI Àsia Tour.

## Principals resultats
- Tour de Jakarta: Ryan Macanally (2016)

### Grans Voltes
- Tour de França
  - 0 participacions

- Giro d'Itàlia
  - 0 participacions

- Volta a Espanya
  - 0 participacions

## Classificacions UCI
A partir del 2014 l'equip participa en les proves dels circuits continentals, especialment a l'UCI Àsia Tour.
UCI Àsia Tour
| Temporada | Classificació per equips | Millor ciclista en la classificació individual |
| --------- | ------------------------ | ---------------------------------------------- |
| 2014      | 60è                      | Patria Rastra (169è)                           |
| 2015      | 47è                      | Dadi Suryadi (151è)                            |
| 2016      | 64è                      | Ryan MacAnally (178è)                          |
| 2017      | 82è                      | Elan Riyadi (366è)                             |

UCI Europa Tour
| Temporada | Classificació per equips | Millor ciclista en la classificació individual |
| --------- | ------------------------ | ---------------------------------------------- |
| 2016      | 135è                     | Lars Pria (1505è)                              |